# Хосе Луіс Рамірес Гарсія (боксер, Мексика)
Хосе́ Луї́с Рамі́рес Гарсі́я (ісп. Jose Luis Ramirez Garcia, нар. 6 березня 1987, Мазатлан, Мексика) — мексиканський боксер-професіонал, що виступав у напівлегкій ваговій категорії. Колишній володар поясу WBO International (2013 рік).

## Професіональна кар'єра
20 січня 2006 переміг мексиканця Альберто Чука в дебютному поєдинку.
18 травня 2007 виграв розділеним рішенням суддів (59-57, 58-56, 58-56) в Рафаеля Уріаса.
27 лютого 2010 переміг одноголосним рішенням суддів (40-36, 39-37, 38-37) Мігель Ангель Мінгуя.
16 липня 2010 здобув перемогу над Абрагамом Гомесом. Суддівські оцінки: 77-75, 77-75, 76-76.
21 серпня 2010 спірним рішенням суддів зазнав першої поразки в поєдинку проти іншого мексиканця Мойсеса Дельгаділльо. Суддівські оцінки: 92-97, 93-96, 96-93.
20 квітня 2013 спірним рішенням суддів виграв титул WBO International у досвідченого філіппінця Рейя Баутіста. Суддівські оцінки: 111-114, 114-111, 114-111.
12 жовтня 2013 року відбувся бій Раміреса проти Василя Ломаченка, який був дебютним в профібоксі для українця. Бій проходив за повної переваги Ломаченка. Наприкінці 4 раунду Рамірес не витримав і впав на настил рингу. Це була перша дострокова поразка в кар'єрі Раміреса. Таким чином він втратив титул чемпіона за версією WBO International. Поєдинок, який передував головному бою вечора Тімоті Бредлі - Хуан Мануель Маркес, транслювався американською компанією HBO в форматі PPV шоу.
13 грудня 2014 програв триразовому екс-чемпіону світу в трьох вагових категоріях мексиканцю Абнеру Маресу. Протягом усього поєдинку Рамірес виглядав поганенько, тричі побував в нокдауні (в 1, 3 і 5 раундах) і врешті-решт не витримав і програв поєдинок в 5-му раунді.
11 квітня 2015 програв нокаутом в 3-му раунді Оскару Вальдесу.

### Таблиця боїв
| 28 Перемог (16 нокаутом, 10 за рішення суддів), 8 Поразок (3 нокаутом, 5 за рішенням суддів) |                             |        |       |                   |                                                 |                                                 |
| Рез.                                                                                         | Суперник                    | Спосіб | Раунд | Дата              | Місце проведення                                | Примітки                                        |
| 29-8                                                                                         | Фернандо Фуентес (13-7-1)   | UD     | 8     | 10 червня 2018    | Pioneer Event Center, Ланкастер, Каліфорнія     |                                                 |
| 29-7                                                                                         | Мануель Авіла (21-0-0)      | SD     | 10    | 4 листопада 2016  | Belasco Theater, Лос-Анджелес, Каліфорнія       |                                                 |
| 29-6                                                                                         | Джованні Каро (26-18-4)     | UD     | 6     | 18 червня 2016    | Commerce Casino, Коммерс, Каліфорнія            |                                                 |
| 28-6                                                                                         | Хуан Луіс Ернандес (18-6-1) | UD     | 8     | 6 лютого 2016     | Radisson Hotel, Онтаріо, Каліфорнія             |                                                 |
| 27-6                                                                                         | Хуан Валенсуела (6-6-0)     | TKO    | 1 (4) | 18 вересня 2015   | Gimnasio de Mexicali, Мехікалі, Баха-Каліфорнія |                                                 |
| 26-6                                                                                         | Оскар Вальдес               | KO     | 3     | 11 квітня 2015    | Ларедо                                          | Нокаут відбувся через 2:05 після початку раунду |
| 26-5                                                                                         | Абнер Марес                 | RTD    | 5     | 13 грудня 2014    | MGM Grand Garden Arena, Лас-Вегас               | Рамірес опинявся на підлозі у 1,3 та 5 раундах  |
| 26-4                                                                                         | Василь Ломаченко            | KO     | 4     | 12 жовтня 2013    | Лас-Вегас, США                                  | Втратив титул WBO International                 |
| 26-3                                                                                         | Рей Баутіста                | SD     | 12    | 20 квітня 2013    | Давао, Філіппіни                                | Виграв титул WBO International                  |
| 25-3                                                                                         | Серхіо Лопес                | UD     | 8     | 14 грудня 2012    | Мехікалі                                        | Суддівські оцінки: 79-72, 77-73, 79-72          |
| 24-3                                                                                         | Рене Руїс                   | KO     | 5     | 24 березня 2012   | Мехікалі                                        | Нокаут відбувся через 2:18 після початку раунду |
| 23-3                                                                                         | Абдіель Рамірес             | UD     | 8     | 1 жовтня 2011     | Пуебла                                          | Суддівські оцінки: 74-78, 73-78, 72-80          |
| 23-2                                                                                         | Хуан Монтіель               | UD     | 8     | 30 липня 2011     | Гвадалахара                                     | Суддівські оцінки: 79-72, 77-73, 76-74          |
| 22-2                                                                                         | Хуан Веласкес               | TKO    | 3     | 28 травня 2011    | Пацкуаро                                        |                                                 |
| 21-2                                                                                         | Едгар Рамірес               | SD     | 8     | 17 грудня 2010    | Сьюдад Обрегон                                  |                                                 |
| 20-1                                                                                         | Мойсес Дельгаділльо         | SD     | 10    | 21 серпня 2010    | Гвадалахара                                     |                                                 |
| 20                                                                                           | Абрагам Гамес               | MD     | 8     | 16 липня 2010     | Гвадалахара                                     |                                                 |
| 19                                                                                           | Хоакін Перес                | TKO    | 4     | 7 травня 2010     | Гвадалахара                                     |                                                 |
| 18                                                                                           | Мігель Ангель Мінгуя        | UD     | 4     | 27 лютого 2010    | Гвадалахара                                     |                                                 |
| 17                                                                                           | Еден Маркес                 | TKO    | 8     | 25 вересня 2009   | Мехікалі                                        |                                                 |
| 16                                                                                           | Сесар Гуїзар                | TKO    | 2     | 18 липня 2009     | Мехікалі                                        |                                                 |
| 15                                                                                           | Омар Соріано                | KO     | 3     | 17 січня 2009     | Мехікалі                                        |                                                 |
| 14                                                                                           | Іван Гарсія                 | TKO    | 10    | 27 червня 2008    | Мехікалі                                        |                                                 |
| 13                                                                                           | Іван Чавелас                | TKO    | 1     | 29 лютого 2008    | Мехікалі                                        |                                                 |
| 12                                                                                           | Густаво Мандухано           | TKO    | 1     | 9 листопада 2007  | Мехікалі                                        |                                                 |
| 11                                                                                           | Артуро Камарго              | TKO    | 3     | 14 вересня 2007   | Мехікалі                                        |                                                 |
| 10                                                                                           | Рафаель Уріас               | UD     | 6     | 18 травня 2007    | Мехікалі                                        |                                                 |
| 9                                                                                            | Хуан Веласкес               | KO     | 1     | 2 березня 2007    | Мехікалі                                        | Нокаут відбувся через 2:12 після початку раунду |
| 8                                                                                            | Хуан Хосе Мендес            | TKO    | 5     | 1 січня 2007      | Мехікалі                                        |                                                 |
| 7                                                                                            | Сельсо Гомес                | KO     | 2     | 17 листопада 2006 | Мехікалі                                        | Нокаут відбувся через 1:26 після початку раунду |
| 6                                                                                            | Гільєрмо Гомес              | KO     | 1     | 1 вересня 2006    | Мехікалі                                        |                                                 |
| 5                                                                                            | Едуардо Аяла                | KO     | 1     | 14 липня 2006     | Мехікалі                                        |                                                 |
| 4                                                                                            | Хосе Фернандес              | SD     | 4     | 19 травня 2006    | Мехікалі                                        |                                                 |
| 3                                                                                            | Рікардо Валенсія            | SD     | 4     | 26 березня 2006   | Мехікалі                                        |                                                 |
| 2                                                                                            | Густаво Мандухано           | SD     | 4     | 17 лютого 2006    | Мехікалі                                        |                                                 |
| 1                                                                                            | Альберто Чук                | SD     | 4     | 20 січня 2006     | Мехікалі, Мексика                               |                                                 |